# 白鹃梅族
白鹃梅族（Exochordeae）是蔷薇科的一个族，属于桃亚科。 

## 属
- 白鹃梅属（Exochorda Lindl.） ，中国和中亚。
- 印第安李属（Oemleria Rchb. ），太平洋海岸，北美洲。
- 扁核木属（Prinsepia Royle）,亚洲